# Illa Louise
L'illa Louise és una illa que forma part de l'arxipèlag Haida Gwaii, a la Colúmbia Britànica, Canadà. Té una superfície de 275 km² i un perímetres de 87 quilòmetres. Es troba davant de costa est de l'illa Moresby. Va rebre el nom de la princesa Louise, duquessa d'Argyll, quarta filla de la reina Victòria.